# Greg Christian
Greg Christian  (29 de abril de 1966) é um músico norte-americano, mais conhecido por ser um dos membros fundadores da banda de thrash metal Testament.
O baixista uniu-se à banda na época que ela ainda se chamava Legacy em 1983. Christian gravou muitos álbuns com a banda, incluindo The Legacy, The New Order, Practice What You Preach, Souls of Black, The Ritual e Low. Ele também tocou no álbum ao vivo Return to the Apocalyptic City, mas saiu do grupo em 1996.
Ele reuniu-se com o quinteto em 2005, quando a formação original gravou o CD e DVD Live in London e o disco The Formation of Damnation.
Em 2014 deixou o Testament novamente.

## Discografia
Testament
- The Legacy (1987)
- Live at Eindhoven (1987)
- The New Order (1988)
- Practice What You Preach (1989)
- Souls of Black (1990)
- The Ritual (1992)
- Return to the Apocalyptic City (1993)
- Low (1994)
- Live in London (2005)
- The Formation of Damnation (2008)
- Dark Roots of Earth (2012)
- Dark Roots of Thrash (2013)